# Halirages cainae
Halirages cainae is een vlokreeftensoort uit de familie van de Calliopiidae. De wetenschappelijke naam van de soort is voor het eerst geldig gepubliceerd in 2012 door d'Udekem d'Acoz.